# Arvydas Kostas Leščinskas
Arvydas Kostas Leščinskas (* 15. November 1946 in Kėdainiai) ist ein litauischer Politiker, ehemaliger Seimas-Mitglied, Minister und Vizeminister.

## Leben
1970 absolvierte Arvydas Kostas Leščinskas das Diplomstudium der Mechanik und des Ingenieurwesens am Politechnikos institutas in Kaunas. 1984 promovierte Arvydas Kostas Leščinskas in den Wirtschaftswissenschaften und von 1986 bis 1990 war als Dozent an der Fakultät für Wirtschaftswissenschaft der Universität Vilnius tätig. Von 1990 bis 1992 war er Mitglied im Seimas. Von 1992 bis 1995 war er stellvertretender Verkehrsminister Litauens und 1995–1996 Energiewirtschaftsminister von Litauen. Seit 1996 war der Generaldirektor des Versicherungsunternehmens „Industrijos garantas“.